# Hardwell & Friends EP Vol. 3
Hardwell & Friends EP Vol. 3 ist das dritte Volumen einer EP-Serie des niederländischen DJ und Produzent Hardwell. Die Veröffentlichung des so genannten „Volume 3“ erfolgte am 26. Januar 2018 über das Musiklabel „Revealed Recordings“. Als Hauptinterpret ist Hardwell angegeben, in dem Zusatz „Friends“ sind eine Reihe an Kollaborationspartnern inbegriffen.

## Hintergrund
Die ersten zwei Teile der Hardwell-&-Friends-EPs kündigte Hardwell am 10. Juni 2017 während eines Interviews beim Ultra Singapore an. In einem weiteren Interview bestätigte Hardwell auch die Arbeiten an einem dritten Volumen. Dass eine Veröffentlichung angepeilt wird, kündigte Hardwell während seines Auftritts bei der Revealed Night des ADEs an.
Zum Beginn des Jahres 2018 gab Hardwell bekannt für die 350ste Episode seines „Hardwell-On-Air“-Podcasts etwas besonderes geplant zu haben. Einen Tag vor Ausstrahlung veröffentlichte er das EP-Cover, auf dem alle Features abgebildet waren. Diese wurden zu diesem Zeitpunkt noch unkenntlich gemacht. Bei der Hardwell-On-Air-Folge premierten er, Jewelz & Sparks und Sick Individuals die Studioversionen aller Tracks. Bei jedem Song wurde ein Statement des jeweiligen Kollaborationspartner eingespielt.

## Singles
Bevor die EP veröffentlicht wurde, veröffentlichte Hardwell die gesamte Tracklist als Singles auf unter anderem Spotify und iTunes. Die einzelnen Cover bestehen aus Pressefotos der Künstler. Nur Jantine Annika Heij ist nicht auf dem Artwork von Take Us Down (Feeding Our Hunger) nicht zu sehen.
- The Underground stellte den Auftakt der EP mit einer Veröffentlichung am 22. Januar 2018 dar. Nachdem sich der australische DJ und Produzent Timmy Trumpet Ende 2016 zunehmend dem Psytrance zuwandte, kam es auch zu einer Zusammenarbeit zwischen Hardwell und dem Australier. Premiere erfuhr der Track beim Ultra Europe, während die Kollaboration bei der Revealed Night des ADEs bestätigt wurde. Der Stil des Liedes wird als ein Crossover zwischen Psytrance und Big-Room beschrieben.
- Woest erschien als zweite Single am 23. Januar 2018. Die nach Baldadig zweite offizielle Kollaboration mit dem niederländischen Produzenten Quintino, präsentierte letzterer beim Fri-YAY! Launch of the Beat Festival im November 2017. Woest basiert ebenfalls auf einer Big-Room-Grundlage, agiert jedoch nicht wie ihr Mi-gente-Remix als Follow-Up.
- Get Low bildet das dritte Release am 24. Januar 2018. Der Track entstand in Zusammenarbeit mit dem niederländischen DJ-Duo Sick Individuals, das bereits seit 2013 auf seinem Plattenlabel „Revealed Recordings“ aktiv war. Beim Ultra Europe 2017 holte Hardwell das Duo für die Premiere des Songs auf die Bühne. Dort spielten sie das Lied als Mash-Up mit seinem Remix zu Mi gente. Get Low basiert auf einer Mischung aus Big-Room und Dancehall.
- Safari wurde am Folgetag, dem 25. Januar 2018 veröffentlicht. Hinter der Single verbirgt sich eine Kollaboration mit dem deutschen DJ-Duo Jewelz & Sparks. Bereits im Jahr 2014 waren Jewelz & Sparks mit dem Lied Pharao auf seinem Label aktiv, bis sie 2016 durch ihren Song Crank einen Vertrag auf „Revealed“ erhielten. Hardwell überarbeitete das Lied für ein Single-Re-Release. Beim Biggest Guestlist Festival 2017 premierte er schlussendlich eine Kollaboration mit den deutschen Produzenten. Nach der Premiere wurde die Produktion vorerst als Zusammenarbeit zwischen Jewelz & Sparks und den Sick Individuals vermutet, bis sie an Hardwells dreißigsten Geburtstag auf Twitter bekanntgaben, dass es sich um eine Kollaboration handle.
- Take Us Down (Feeding Our Hunger) erschien parallel mit der gesamten EP am 26. Januar 2018 als letzte Single. Nachdem Hardwell und Dr Phunk bereits Ende 2016 eine EP, bestehend aus Dr Phunk-Remixen von Hardwell-Liedern veröffentlichten, kam es 2017 zu einer ersten Kollaboration. Diese war 2017 unter dem Titel Here Once Again auf dem zweiten Volumen der Hardwell-&-Friends-EPs enthalten. Anders als der Hardstyle-Vorläufer orientiert sich die zweite Kollaboration an einem Big-Room-Muster mit kleineren Einflüssen von Dr Phunks Stil. Der Song wurde beim Ultra Europe premiert und wurde seitdem permanent als Mash-Up mit Run Wild gespielt. In der 350sten Folge von Hardwells „Hardwell-On-Air“ spielte dieser erstmals die finale Version mit den offiziellen Vocals. Diese steuerte die niederländische Singer-Songwriterin Jantine Annika Heij bei.

## Kritik
Die EP erhielt überwiegend positive Kritik. Zum einen wurden die Kollaborationen gelobt. Sowohl die Zusammenarbeit mit Jewelz & Sparks, als auch die gemeinsame Produktion mit Sick Individuals wurden sehr erwartet und bereits zur Bekanntgabe positiv aufgenommen. Auch für die unterschiedlichen Richtungen, in die er mit seinem Big-Room-Stil geht, wurde Hardwell gelobt. Doch weniger aggressive Sounds wurden vermisst.

„Anders als bei den Vorgänger-EPs setzt Hardwell beim dritten Part überwiegend auf aggressivere Sounds. Weder einer auf Vocals ausgelegten, noch einer seichten Progressive-House-Nummer ließ er hier Raum. Doch durch experimentelle Aspekte und Einflüsse aus anderen Musikstilen verlieh er der EP dennoch Abwechslung und Langeweile kommt hier bei weitem nicht auf.“

## Titelliste
| #  | Titel                                                           | Autoren                                             | Länge |
| -- | --------------------------------------------------------------- | --------------------------------------------------- | ----- |
| 1. | The Underground (mit Timmy Trumpet)                             | Jeremy Bunaway, Timothy Jude Smith, van de Corput   | 2:59  |
| 2. | Woest (mit Quintino)                                            | Quinten van den Berg, van de Corput                 | 2:17  |
| 3. | Get Low (mit Sick Individuals)                                  | Rinze Hofstee, Joep Smeele, van de Corput           | 3:26  |
| 4. | Safari (mit Jewelz & Sparks)                                    | Gregor Brechmann, van de Corput, Julius Voigtländer | 2:31  |
| 5. | Take Us Down (Feeding Our Hunger) (mit Dr. Phunk feat. Jantine) | Jordy Buijs, Jantine Annika Heij, van de Corput     | 4:31  |
|    |                                                                 | Insgesamt:                                          | 15:44 |